# Natural Bridge State Park (Massachusetts)
Il Natural Bridge State Park è l'unico parco dell'intero Nord America dove è possibile ammirare un ponte naturale in marmo bianco risalente a 550 milioni di anni fa formatosi 13000 anni fa grazie alle glaciazioni. Si trova vicino a North Adams, Massachusetts. Accoglie un buon numero di visitatori all'anno che restano colpiti dalle forme che la natura può assumere in questo parco che copre una superficie di ben 48 acri.
Nathaniel Hawthorne ne parlò nel suo An American Notebook. In questo parco si può comprendere come le forze naturali interagiscono tra di loro per creare vere e proprie meraviglie della natura uniche nel loro genere.

## Storia
Utilizzato come una cava dal 1810 al 1947, successivamente trasformato in un'attrazione turistica gestita da privati dal 1950 al 1983, il sito divenne uno state park nel 1985. Fu nel 1838 che Nathaneil Hawthorne lo visitò e lo descrisse nel libro sopra citato. È quindi un parco di recente costituzione, ma con una lunga storia alle sue spalle.